# Исак Бабељ
Исак Емануилович Бабељ (оригинално презиме Бобељ) (рус. Исаа́к Эммануи́лович Ба́бель, 13. јул (1894. — 27. јануар 1940) био је руски романописац, преводилац, драматург, сценариста, новинар, ратни дописник и уредник, који је означен као највећи прозни писац руског јеврејства. Ухапсио га је НКВД 15. маја 1939. под измишљеним оптужбама за тероризам и шпијунажу и погубљен је 27. јануара 1940, у радном логору у Сибиру.
Његова најпознатија дјела су Црвена коњица (1926) и Приче из Одесе (1931).

## Дјетињство и биографија
Његова биографија има низ празнина и нетачности због чињенице да су одговарајуће биљешке које је оставио сам писац у великој мјери уљепшане, измијењене или чак „чиста фикција“, у складу са умјетничком намјером или политичким диктатом тог времена.
У различитим изворима постоји неслагање у погледу његовог тачног датума рођења. У Краткој књижевној енциклопедији, као датум рођења наведен је 1. јул по старом календару, а 13. јул по новом. Међутим, у Метричкој књизи канцеларије одеског градског рабина, као датум рођења по старом календару наведен је 30. јун. Исти датум рођења је и писац навео у својој аутобиографији из 1915. године, сачуваној у документима Кијевског комерцијалног института. Књига Кратка хроника живота и дјела Исака Емануиловича Бабеља, коју је саставио Ашер Мојсејевич Спектор, садржи грешку у превођењу старог календара у нови. У књизи је наведено да 30. јун по старом календару, одговара 13. јулу по новом календару, умјесто 12. јулу, што је постало широко распрострањено у референтној литератури.
Рођен је у Одеси на Молдаванки као треће дијете у породици, од оца трговца Маниса Ицковича Бобела (Емануел Исакович Бабел, 1864-1924), поријеклом из Сквире у Кијевској губернији и мајке Фејге (Фани) Ароновне Бобел (рођена Швехвељ). Двоје најстарије дјеце у породици умрло је у раној младости: прворођени Арон рођен је 2. јуна 1891. и умро је 18 дана касније; Кхана-Гитл је рођена 12. јуна 1892. године у Одеси а преминула је 7. јуна 1898. године у Николајеву. Породица је живјела у кући на углу Далницке и Балковске улице. У референтној књизи „Сва Русија“ за 1911. годину Еммануил Исаакович Бабел је наведен као власник продавнице пољопривредне опреме која се налази на броју 17 у улици Рихелијевскаја.
Не касније од јесени 1895. године, породица се преселила у Николајев, у Херсонској губернији, гдје је живио до једанаесте године. У Новембру 1903. ступио је на први час припремног разреда Николајевске трговачке школе по имену С. Ју. Вите, која је отворена 9. децембра исте године, али након положених три усмена испита (о Закону Божијем, руски језик и аритметика) за пет, није примљен „због недостатка слободних мјеста. Након што је његов отац 20. априла 1904. поднио молбу за други тест, Исак Бабел је у августу поново положио испите и према резултатима теста био уписан у први разред, а 3. маја 1905. премјештен је у други. Према његовој аутобиографији, поред традиционалних дисциплина, приватно је проучавао хебрејски језик, Тору и Талмуд. Од другог разреда пребачен је у Одеску комерцијалну школу.

## Младост и књижевни почеци
Течно говорећи јидиш, руски и француски, своја прва дјела написао је на француском, али она нису сачувана.
Године 1911, након што је добио свједочанство о завршеној Одеској комерцијалној школи, постао је студент Кијевског комерцијалног института, гдје је студирао на економском одсјеку под оригиналним презименом Бобел; Дипломирао је 1917. У периоду студија, први пут је објавио своје дјело – причу Стари Шлојме, у кијевском недељнику илустрованом часопису Огни (1913, потписан као „И. Бабељ“). У Кијеву је као студент упознао Евгенију Борисовну Гронфајн, ћерку богатог бизнисмена, која се 1919. легално удала за њега.
Године 1916. отишао је у Петроград, а да, према сопственом сјећању, није имао право на то, пошто је Јеврејима било забрањено насељавање у пријестоницама, а истраживачи су открили документ петроградске полиције, који му је омогућавао да живи у граду само за вријеме студија на високошколској установи. Успио је да одмах упише четврту годину Правног факултета Петроградског психонеуролошког института.
Исте године упознао је Максима Горког, који је у часопису Летопись објавио Бабелове приче Еља Исакович и Маргарита Прокофјевна и Мајка, Рима и Ала. Оне су привукле пажњу, а Бабелу је требало да се суди за порнографију према члану 1001, као и за још два члана — бласфемију и покушај рушења постојећег система, што је спријечено догађајима из 1917. године. По савјету Горког, отишао је међу народ“ и промијенио неколико професија. Књиге су затим објављене у часописима Журнале журналов (1916) и Новой жизни (1918).
У јесен 1917. године, послије вишемјесечне службе на румунском фронту као редов, дезертирао је и упутио се у Петроград, гдје је почетком 1918. отишао да ради као преводилац у иностраном одјељењу Чеке, а затим у Народном комесаријату за просвјету и на прехрамбеним експедицијама. Објављено у новинама Нови живот. У пролеће 1920. године, по препоруци Михаила Колцова, под именом Кирил Васиљевич Љутов, упућен је у 1. коњичку армију под командом Семјона Буђонија као ратни дописник за југ Русије, а био је борац и тамошњи политички комесар. У редовима 1. коњице постао је члан Пољско—совјетског рата 1920. године. Водио је биљешке („Коњички дневник”, 1920), које су послужиле као основа за будућу збирку приповједака под називом Коњица.
Касније је радио у Одеском покрајинском комитету, био је главни уредник 7. совјетске штампарије (Пушкинскаја, 18), репортер у Тифлису и Одеси и у Државној издавачкој кући Украјине. Према ономе што је написао у својој аутобиографији, тих година није писао, иако је тада почео да ствара циклус Приче из Одесе. Године 1922. учествовао је у тифлиским новинама Зариа Востока и, као дописник, путовао у Аџарију и Абхазију.